# Pachyserica albosquamosa
Pachyserica albosquamosa är en skalbaggsart som beskrevs av Brenske 1898. Pachyserica albosquamosa ingår i släktet Pachyserica och familjen Melolonthidae. Inga underarter finns listade i Catalogue of Life.